# Amiga Games
Az Amiga Games egy német magazin volt, amely a Commodore Amigával foglalkozott. A Computec Verlag (a jelenlegi Computec Media AG) adta ki 1992 októbere és 1996 decembere között Amiga Games néven, majd 1997 januárja és 1997 szeptembere között az Amiga-Magazin játék-mellékleteként.
Az Amiga Games különlegessége abban rejlett, hogy már az első lapszámától kezdve mellékeltek hozzá hajlékonylemezeket, úgynevezett Cover Disk-eket. Az első lapszámhoz a Transplant című játék teljes verziós változatát mellékelték. Ekkortájt a Cover Disk-es magazinok még nem voltak annyira elterjedve, mint manapság, ezért az olvasók jó fogadtatásban részesítették az újságot.
A Amiga-Games szerzői főként szabadúszók voltak, akik más magazinokba is írtak ellentétben a rivális ASM és Amiga Joker alkalmazottjaival.

## Külső hivatkozások
- Az Amiga Games borítói a Kultboy.com weblapon (németül)